# Belebathan
Belebathan là một thị trấn thống kê (census town) của quận Barddhaman thuộc bang Tây Bengal, Ấn Độ.

## Nhân khẩu
Theo điều tra dân số năm 2001 của Ấn Độ, Belebathan có dân số 4292 người. Phái nam chiếm 53% tổng số dân và phái nữ chiếm 47%. Belebathan có tỷ lệ 54% biết đọc biết viết, thấp hơn tỷ lệ trung bình toàn quốc là 59,5%: tỷ lệ cho phái nam là 67%, và tỷ lệ cho phái nữ là 39%. Tại Belebathan, 15% dân số nhỏ hơn 6 tuổi.